# Ajuntament de Valladolid
L'Ajuntament de Valladolid és la institució que s'encarrega del Govern de la ciutat i el municipi de Valladolid. Està presidit per l'alcalde de Valladolid, que després de les eleccions municipals de 2011 i des de 1995 és Francisco Javier León de la Riva, del Partit Popular.
La seva seu està emplaçada a la Casa Consistorial de Valladolid ubicada a la Plaça Major de la capital val·lisoletana.

## Història
En els seus orígens, Valladolid era un petit nucli de població que no tenia lleis pròpies o concejo. Quan el 1072, Alfons VI va encomanar al comte Pedro Ansúrez i la seva dona donya Eylo Alfonso la repoblació de Valladolid, l'augment demogràfic i l'aparició d'un incipient sector mercantil va predisposar a l'aparició del consell de la ciutat, com a forma de govern local, al front hi havia el dominus. El primer document que cita aquest consell data de l'any 1095.
Gradualment, les atribucions del consell van anar augmentant fins que a mitjans del segle xii, al capdavant de la vila es trobava un jutge nomenat pel rei, cosa que concedia independència judicial a la institució.
Les primeres reunions del consell es van celebrar en locals aliens o al claustre de la Col·legiata de Santa Maria, fins a l'any 1338, quan es van construir unes cases pròpies en l'antiga Plaça de Santa Maria (avui Plaça de la Universitat). Simultàniament, va existir una altra Casa Consistorial, situada a la Plaça Major, en uns terrenys cedits pel desaparegut Convent de Sant Francesc, situats a la vorera sud de la plaça.
Al segle xiii, a càrrec del concillium vallisoleti hi havia quatre alcaldes i un merino; estava sotmès a una important intervenció reial i integrat per escrivans, jurats, encarregats del segell, montaneros, defeseros, etc. A mitjans de segle, Alfons X el Savi, va establir un règim d'exclusivitat per accedir als càrrecs municipals. Només els pertanyents a la cavalleria podien participar en l'anomenat regiment o consell tancat en oposició a l'assemblea de veïns representada pel consell obert. Aquesta decisió va provocar un gran malestar entre els veïns de la vila.

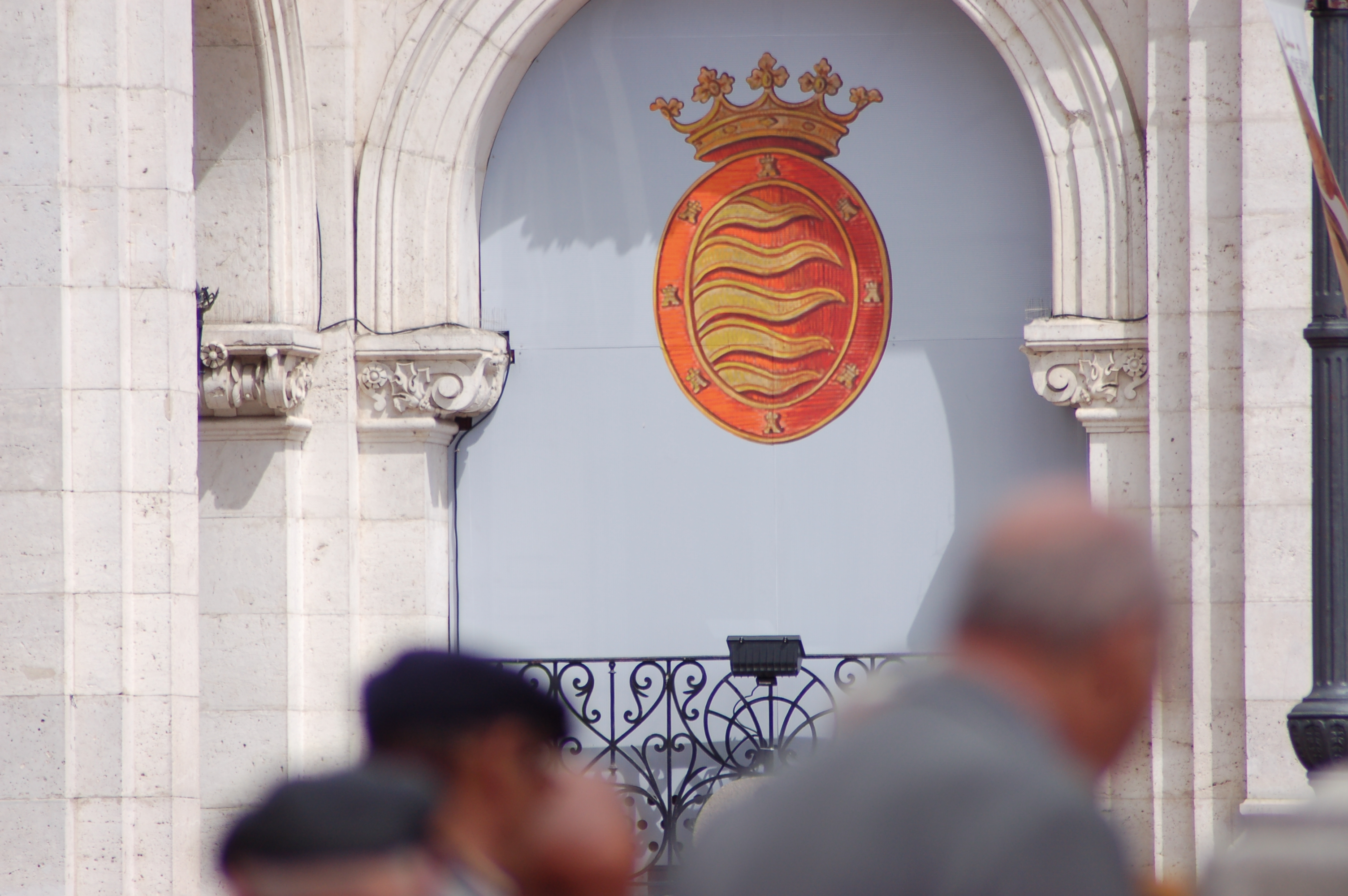
Següent escut de Valladolid emprat durant els segles XIX i XX, fins a 1939.

Al segle xiv, el consell estava integrat per dos alcaldes, un merino, setze regidors amb caràcter vitalici i dos escrivans. Fins a finals de segle, els càrrecs seguien sent ocupats per cavallers. Amb els Reis Catòlics, va aparèixer la figura del corregidor a les ciutats.
Fins al segle xix no hi va haver canvis importants, la Constitució de 1812 preveia la supressió dels oficis vitalicis als ajuntaments i l'establiment d'un sistema indirecte d'elecció de càrrecs municipals entre els veïns majors de 25 anys i més de cinc anys de veïnatge a Valladolid.
Entre 1902 i 1923, van governar Valladolid 21 alcaldes, dels quals la majoria van ser de filiació albista. En aquesta època van proliferar les vinculacions dels serveis públics i les contractacions a empreses properes al poder dels cacics. En aquests anys es va municipalitzar, a més, l'impost sobre el consum i les persones encarregades de la seva recaptació i inspecció es van integrar la plantilla municipal.
A partir de 1923, i amb l'aprovació de l'Estatut Municipal el 1924, durant la dictadura de Primo de Rivera, es va iniciar la qualificació i professionalització de la de la plantilla municipal. Amb l'arribada de la Segona República i la promulgació d'una nova Llei municipal el 1935, Valladolid va tenir per primera vegada en els seus història alcaldes elegits de forma democràtica; aquests van ser els socialistes Antonio García Quintana i Federico Landrove Moiño.

### Guerra Civil i Franquisme
L'esclat de la Guerra Civil, va suposar la paralització d'obres, serveis públics i qualsevol activitat municipal. La plantilla municipal va ser desintegrada i molts dels seus components van ser detinguts i assassinats.
Durant el franquisme, es va produir un gran augment demogràfic, que no es va veure acompanyat d'un augment dels serveis municipals a causa de les dificultats econòmiques que va patir l'Ajuntament a conseqüència de la manca de les polítiques aplicades, la falta d'autonomia i les normes urbanístiques aprovades.

#### Democràcia
Amb l'arribada de la democràcia, els val·lisoletans van poder elegir els seus alcaldes de forma democràtica cada quatre anys, mitjançant sufragi universal, pels majors de 18 anys. Després de l'aprovació de la Constitució de 1978, l'Ajuntament va estar presidit pel Partit Socialista Obrer Espanyol, amb Tomás Rodríguez Bolaños al capdavant fins a l'any 1995, en el qual va assumir l'alcaldia Francisco Javier León de la Riva, del Partit Popular.